# Lycophidion irroratum
Lycophidion irroratum är en ormart som beskrevs av Leach 1819. Lycophidion irroratum ingår i släktet Lycophidion och familjen snokar. Inga underarter finns listade i Catalogue of Life.
Denna orm förekommer i västra och centrala Afrika från Sierra Leone till Sydsudan. Honor lägger ägg.